# 127th Wing

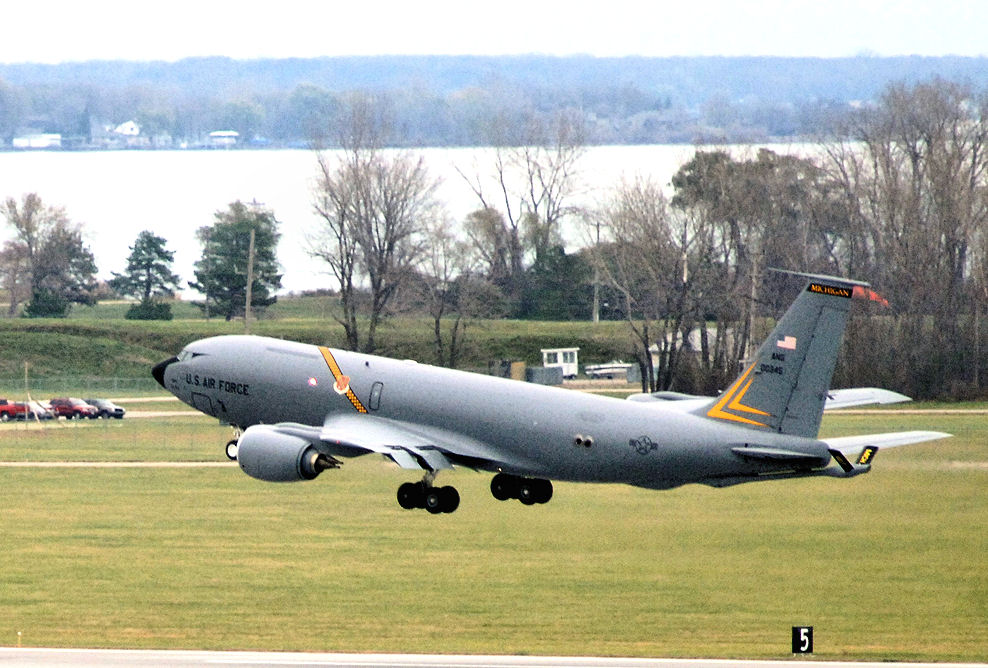
KC-135R dello Stormo

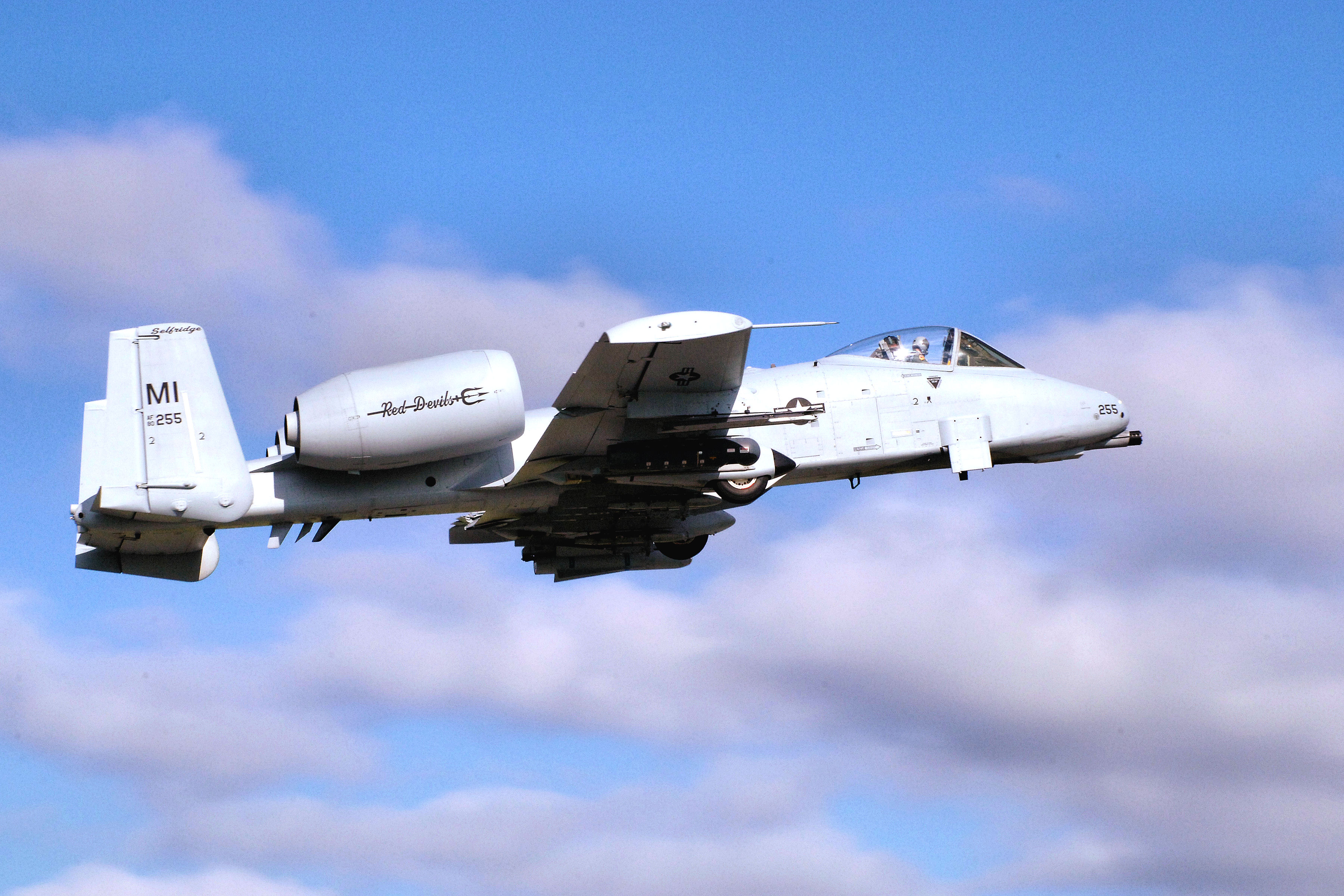
A-10C del 107th FS

Il 127th Wing è uno stormo composito della Michigan Air National Guard. Riporta direttamente all'Air Mobility Command quando attivato per il servizio federale. 
Il suo quartier generale è situato presso la Selfridge Air National Guard Base, Michigan.

## Organizzazione
Attualmente, al settembre 2017, esso controlla:
- 127th Air Refueling Group, striscia di coda nera con scritta MICHIGAN gialla
  -  171st Air Refueling Squadron - Equipaggiato con KC-135R
  - 191st Operation Support Flight
  - 191st Maintenance Squadron
  - 191st Aircraft Maintenance Squadron
  - 191st Maintenance Operations Flight
- 127th Operations Group, codice visivo di coda MI, scritta Red Devils sulla gondola motore
  -  107th Fighter Squadron - Equipaggiato con A-10C
  - 127th Operation Support Flight
- 127th Mission Support Group
  - 127th Civil Engineer Squadron
  - 127th Security Forces Squadron
  - 127th Logistics Readiness Squadron
  - 127th Services Flight
  - 127th Mission Support Flight
  - 171st Aerial Port Flight
- 127th Maintenance Group
  - 127th Maintenance Squadron
  - 127th Aircraft Maintenance Squadron
  - 127th Maintenance Operations Flight
- 127th Medical Group
  - 127th Medical Operations Flight
  - 127th Medical Support Flight